# Lucien Victor
Lucien Honoré Victor (ur. 28 czerwca 1931 w Oekene, zm. 17 września 1995 w Saint-Menges) – belgijski kolarz szosowy, złoty medalista olimpijski.

## Kariera
Największy sukces w karierze Lucien Victor osiągnął w 1952 roku kiedy wspólnie z André Noyelle’em i Robertem Grondelaersem zdobył złoto w drużynowym wyścigu ze startu wspólnego podczas igrzysk olimpijskich w Helsinkach. Był to jedyny medal wywalczony przez Victora na międzynarodowej imprezie tej rangi. Na tych samych igrzyskach w rywalizacji indywidualnej zajął czwarte miejsce, przegrywając walkę o podium z Niemcem Edim Zieglerem. Ponadto w 1952 roku zwyciężył w klasyfikacji generalnej amatorów Ronde van Limburg oraz w Ronde van Vlaanderen, a w 1954 roku wygrał Omloop van het Houtland. W latach 1955–1956 rywalizował wśród profesjonalistów. Nigdy nie zdobył medalu na szosowych mistrzostwach świata.